# August Diehl

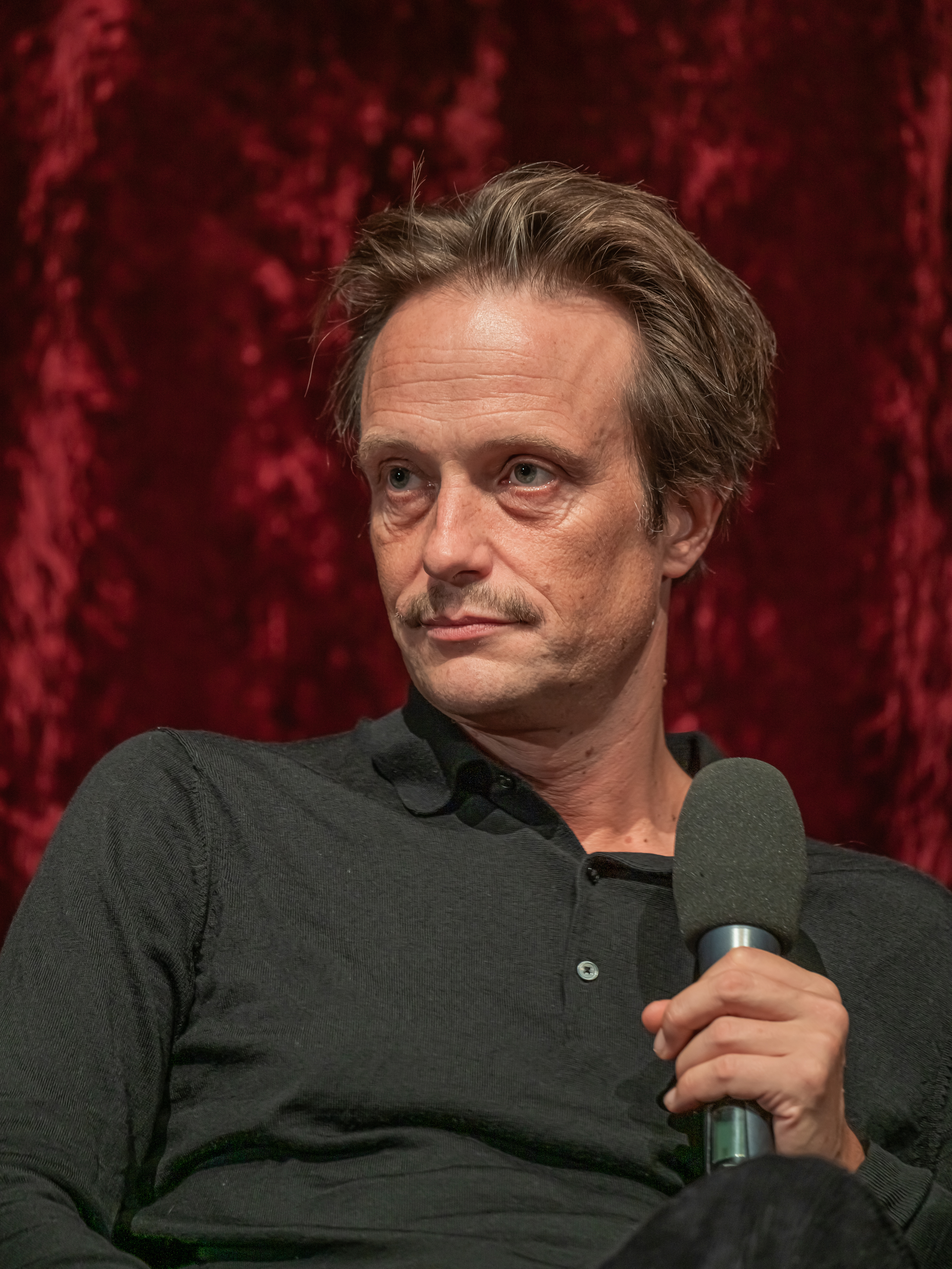
August Diehl 2024

August Diehl (* 4. Januar 1976 in West-Berlin) ist ein deutscher Schauspieler.

## Leben
August Diehl stammt aus einer Künstlerfamilie. Er ist der Sohn des Schauspielers Hans Diehl (1940–2024); seine Mutter ist Kostümbildnerin. Sein jüngerer Bruder Jakob Diehl (* 1978) ist Komponist und Schauspieler. Bis zu seinem siebten Lebensjahr wuchs Diehl auf einem Bauernhof ohne Strom in der Auvergne in Frankreich auf.
Diehl war von 1999 bis 2016 mit der Schauspielerin Julia Malik verheiratet. Er spielte mit ihr zusammen im Mai 2008 bei den Ruhrfestspielen Recklinghausen. Im Mai 2009 wurde ihr erstes Kind, eine Tochter, in Berlin geboren. Ihr zweites Kind, ein Junge, wurde 2012 geboren.

## Schauspielkarriere
Nach dem Abitur an einer Waldorfschule studierte Diehl an der Hochschule für Schauspielkunst „Ernst Busch“ Berlin Schauspiel. Diehls Vorbilder sind die Schauspieler Gert Voss, mit dem er zusammen spielte, und Robert De Niro.
Seine erste Filmarbeit, die Hauptrolle als Computerhacker Karl Koch im Kinofilm 23 – Nichts ist so wie es scheint aus dem Jahr 1998, brachte ihm Bekanntheit und den Deutschen Filmpreis als bester Darsteller ein. Es folgten zahlreiche weitere Filmrollen sowie Theaterarbeiten an den großen deutschsprachigen Bühnen, für die er weitere Auszeichnungen erhielt. In dem Filmdrama Was nützt die Liebe in Gedanken (Kinostart: November 2004) basierend auf der Steglitzer Schülertragödie 1927 spielte er, an der Seite von Daniel Brühl, die Rolle des 19-jährigen Oberschülers Günther Scheller.
In Quentin Tarantinos Oscar-prämiertem Film Inglourious Basterds hatte Diehl 2009 eine größere Rolle als SS-Sturmbannführer Dieter Hellstrom. Im amerikanischen Actionthriller Salt, der im August 2010 in die Kinos kam, ist Diehl als Ehemann der von Angelina Jolie gespielten Hauptfigur zu sehen.
Neben seinen Hauptrollen in den deutschen Kinofilmen Die kommenden Tage (2010) und Wer wenn nicht wir trat Diehl 2011 auch im Musikvideo zu Herbert Grönemeyers Single Schiffsverkehr auf.
Seit 2009 ist Diehl in der Band „hands up-excitement!“ als Gitarrist aktiv.

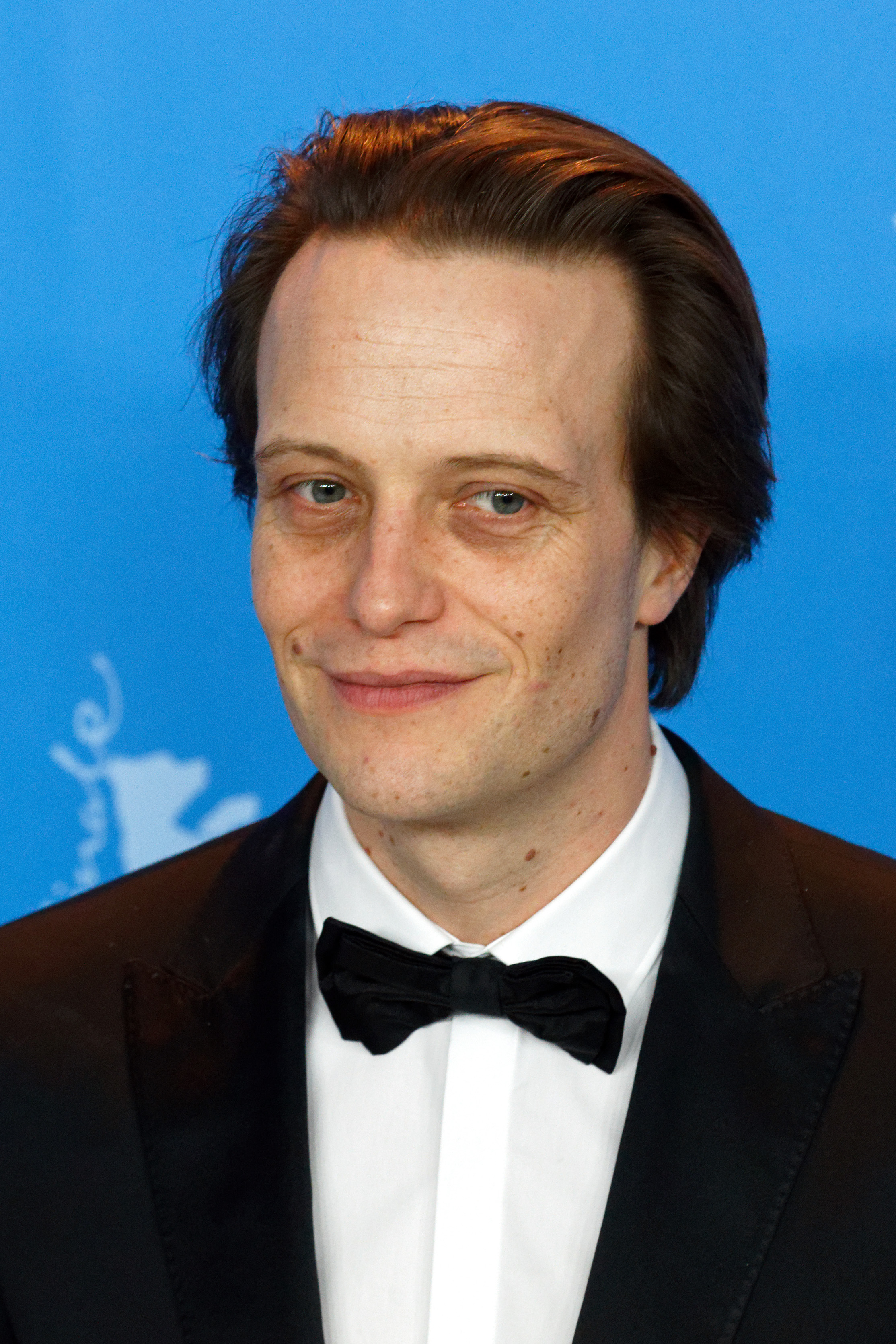
August Diehl 2017

Mit Beginn der Spielzeit 2013/2014 ist August Diehl Ensemblemitglied am Burgtheater Wien.
Im Jahr 2019 verkörperte Diehl in Terrence Malicks Filmdrama Ein verborgenes Leben den österreichischen Landwirt und Kriegsdienstverweigerer Franz Jägerstätter. In der sechsteiligen TV-Serie Die Neue Zeit (Erstausstrahlung: September 2019) über die Gründerjahre des Staatlichen Bauhauses in Weimar übernahm er die Rolle des Architekten und Bauhausgründers Walter Gropius, der eine für die Serie erfundene Liebesbeziehung mit der Kunststudentin Dörte Helm (Anna Maria Mühe) führt.
August Diehl ist Mitglied der Deutschen Filmakademie. Er lebt in Berlin.

## Sonstiges
In der Nacht zum 8. März 2011 unternahm Diehl gemeinsam mit Pete Doherty und einem Unbekannten eine Kneipentour in Regensburg, wo sich beide zu Dreharbeiten für den Film Confession of a Child of the Century aufhielten. Dabei schlugen eine oder mehrere der drei Personen das Schaufenster eines Schallplatten- und CD-Geschäfts in der Altstadt ein und stahlen aus der Dekoration eine Gitarre und eine Schallplatte. Die Polizei ermittelte zunächst wegen eines Einbruchdiebstahls. Die Staatsanwaltschaft Regensburg beantragte dann aber gegen Diehl und Doherty einen Strafbefehl wegen fahrlässigen Vollrausches in Folge des Konsums alkoholischer Getränke oder anderer berauschender Mittel und forderte als Strafe 18.000 Euro in 30 Tagessätzen. Ihr Vorwurf lautete nicht Einbruch, denn dafür seien die Beteiligten zu betrunken gewesen, sondern fahrlässiger Vollrausch. Der zuständige Richter sprach Doherty bereits einen Monat vor der Urteilsverkündung gegen Diehl von dem Vorwurf frei, obwohl der 31-jährige Doherty bei seiner Vernehmung zugegeben hatte, zusammen mit dem 35-jährigen Diehl und einem dritten Mann in der Nacht zum Faschingsdienstag das Schaufenster eines Ladens in der Regensburger Altstadt eingeschlagen zu haben. Diehl selbst war zusätzlich der Diebstahl einer Gitarre und einer Schallplatte vorgeworfen worden. Doch diese habe man in seinem Hotelzimmer nicht gefunden. Die Beute wurde später am Regensburger Domplatz gefunden. Diehl gestand die Tat nicht und berief sich aufgrund der Trunkenheit auf eine Erinnerungslücke. Das Gericht hielt Diehl zugute, dass er bei dem Regensburger Vorfall zum ersten Mal aus der Rolle gefallen und aufgrund der Alkoholisierung ein gemeinsamer Tatplan nicht nachweisbar sei, und sprach ihn in allen Punkten frei.

## Theater

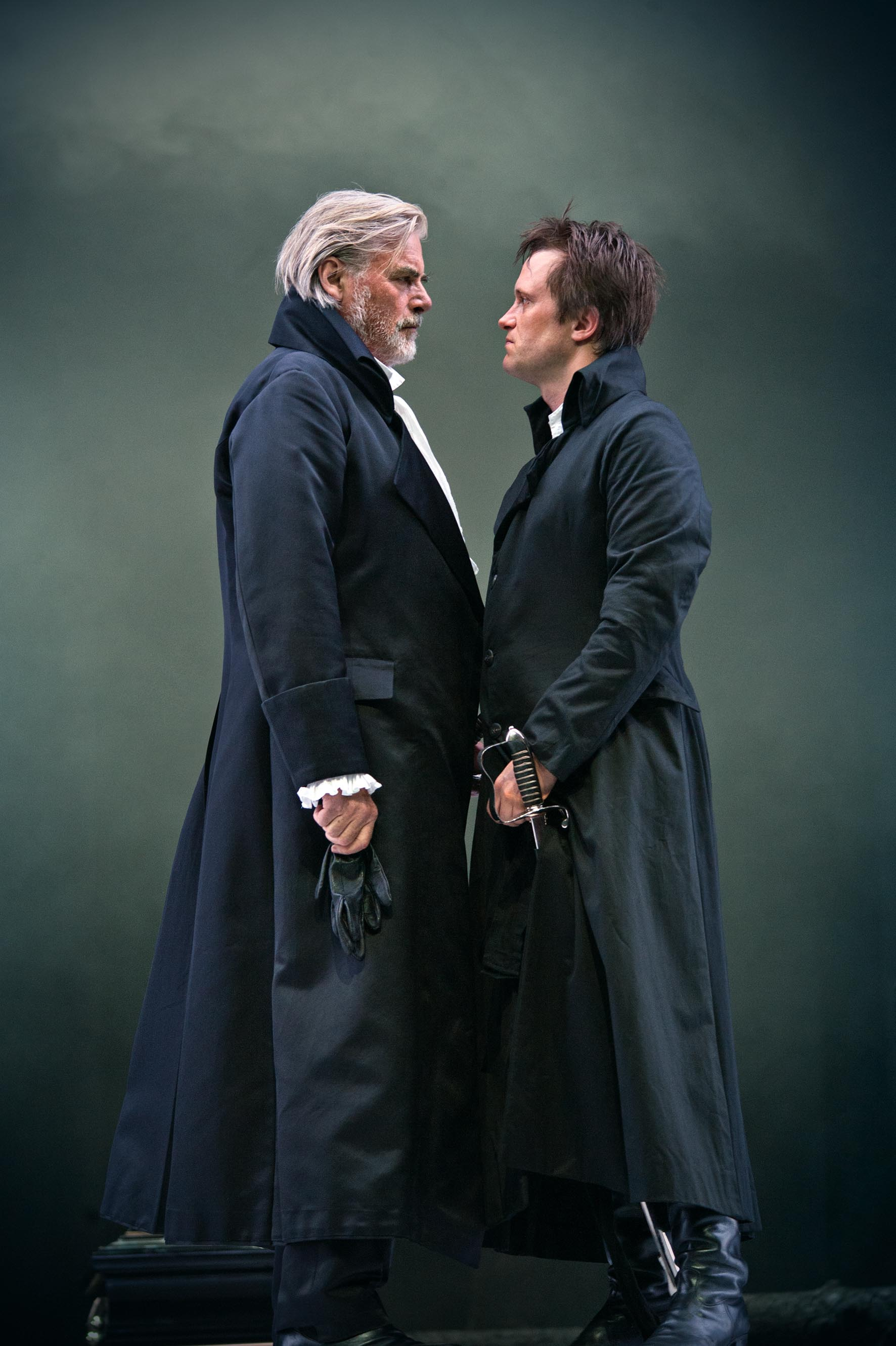
Peter Simonischek als Kurfürst und August Diehl als Homburg, Salzburger Festspiele 2012

- 1997: Nach Hause, Regie: Lore Stefanek (Maxim-Gorki-Theater, Berlin)
- 1998: Don Carlos, Regie: Reiner Heise (Maxim-Gorki-Theater, Berlin)
- 1998: Höllenangst, Regie: Lore Stefanek (Maxim-Gorki-Theater, Berlin)
- 1998–1999: Gesäubert von Sarah Kane, Regie: Peter Zadek, mit Ulrich Mühe, Susanne Lothar, Uwe Bohm (Hamburger Kammerspiele)
- 1999: Das Leben – ein Traum, Regie: Michael Gruner (Stadttheater Dortmund)
- 2000: Die Möwe von Tschechow, Regie: Luc Bondy, mit Gert Voss, Jutta Lampe, Johanna Wokalek (Burgtheater Wien)
- 2001: Roberto Zucco von Koltes, Regie: Klaus Michael Grüber (Akademietheater Wien)
- 2001–2003: Der Jude von Malta, Regie: Peter Zadek, mit Gert Voss, Ignaz Kirchner, Uwe Bohm (Burgtheater Wien)
- 2003: Ödipus auf Kolonos, Regie: Klaus Michael Grüber, mit Bruno Ganz, (Burgtheater Wien in Koproduktion mit den Wiener Festwochen)
- 2003–2005: Don Karlos von Schiller, Regie: Laurent Chétouane (Hamburger Schauspielhaus)
- 2006: Zur schönen Aussicht von Ödön von Horváth, Regie: Martin Kušej (Hamburger Schauspielhaus)
- 2008: Ein Mond für die Beladenen von Eugene O’Neill, Regie: Frank Hoffmann, mit Hans Diehl, Julia Malik, Marc Limpach und Marco Lorenzini (Ruhrfestspiele Recklinghausen)
- 2009: Major Barbara von George Bernard Shaw, Regie: Peter Zadek (Schauspielhaus Zürich)
- 2012: Prinz Friedrich von Homburg oder die Schlacht bei Fehrbellin von Heinrich von Kleist, Regie: Andrea Breth (Burgtheater Wien in Koproduktion mit den Salzburger Festspielen)
- 2013: Hamlet von William Shakespeare, Regie: Andrea Breth (Burgtheater Wien)
- 2014: Das Geisterhaus von Isabel Allende, Bühnenfassung von Antú Romero Nunes und Florian Hirsch unter Verwendung der Übersetzung von Anneliese Botond, Regie: Antú Romero Nunes (Akademietheater Wien)
- 2016: Diese Geschichte von Ihnen von John Hopkins, Regie: Andrea Breth (Akademietheater Wien)
- 2018: Eines langen Tages Reise in die Nacht von Eugene O’Neill, Regie: Andrea Breth (Burgtheater Wien)
- 2020: Drei Mal Leben von Yasmina Reza, Regie: Andrea Breth (Berliner Ensemble)

## Filmografie
- 1998: 23 – Nichts ist so wie es scheint
- 1998: Entering Reality
- 1999: Die Braut
- 1999: Poppen (Kurzfilm)
- 2000: Kalt ist der Abendhauch
- 2000: Hilflos
- 2000: Der Atemkünstler
- 2001: Love the Hard Way
- 2002: Tattoo
- 2002: Haider lebt – 1. April 2021
- 2003: Anatomie 2
- 2003: Lichter
- 2003: Birkenau und Rosenfeld (La petite prairie aux bouleaux)
- 2004: Was nützt die Liebe in Gedanken
- 2004: Der neunte Tag
- 2004: Feuer in der Nacht (Live übertragener Fernsehfilm)
- 2004: Mouth to Mouth
- 2005: Kabale und Liebe
- 2005: Wattläufer
- 2006: Slumming
- 2006: Ich bin die Andere
- 2007: Die Fälscher
- 2007: Freischwimmer
- 2007: Nichts als Gespenster
- 2008: Herrn Kukas Empfehlungen
- 2008: Buddenbrooks
- 2008: Dr. Alemán
- 2008: Anonyma – Eine Frau in Berlin
- 2009: Inglourious Basterds
- 2010: Wenn einer von uns stirbt, geh ich nach Paris (Erzählerstimme)
- 2010: Salt
- 2010: Die kommenden Tage
- 2011: Wer wenn nicht wir
- 2011: Schiffsverkehr (Musikvideo von Herbert Grönemeyer)
- 2012: Wir wollten aufs Meer
- 2012: Confession (Confession d’un enfant du siècle)
- 2012: Die Abenteuer des Huck Finn
- 2013: Layla Fourie
- 2013: Nachtzug nach Lissabon (Night Train to Lisbon)
- 2013: Frau Ella
- 2013: The Husband
- 2015: Dirk Ohm – Illusjonisten som forsvant
- 2015: En mai, fais ce qu’il te plaît
- 2016: Close to the Enemy (Fernsehserie)
- 2016: Schwarzer Diamant (Diamant noir)
- 2016: Allied – Vertraute Fremde (Allied)
- 2017: Der junge Karl Marx (Le jeune Karl Marx)
- 2018: Parfum (Fernsehserie)
- 2018: Kursk
- 2018: Vidocq – Herrscher der Unterwelt (L’Empereur de Paris)
- 2019: Ein verborgenes Leben (A Hidden Life)
- 2019: The Last Vermeer
- 2019: Die Neue Zeit (Fernsehserie)
- 2021: Plan A – Was würdest du tun?
- 2021: The King’s Man: The Beginning (The King’s Man)
- 2021: München – Im Angesicht des Krieges (Munich: The Edge of War)
- 2022: Der Parfumeur
- 2022: Der Räuber Hotzenplotz
- 2023: Der Pass (Serie, Staffel 3)
- 2024: Der Meister und Margarita (Мастер и Маргарита)
- 2024: Madame Sidonie in Japan
- 2024: Bonhoeffer
- 2025: La tour de glace
- 2025: Tatort: Borowski und das Haupt der Medusa
- 2025: Das Verschwinden des Josef Mengele

## Hörbücher
- 2004: Der Clan der Otori – Das Schwert in der Stille (als Takeo)
- 2004: Der Clan der Otori – Der Pfad im Schnee
- 2005: Der Clan der Otori – Der Glanz des Mondes
- 2008: In Plüschgewittern von Wolfgang Herrndorf
- 2013: Arbeit und Struktur von Wolfgang Herrndorf
- 2013: Im Westen nichts Neues von Erich Maria Remarque
- 2014: Hafenlichter von Jens Eisel[13]
- 2016: Jakob der Lügner von Jurek Becker
- 2017: Die Terranauten von T.C. Boyle, Der Hörverlag, München

## Hörspiele
- 2020: ENTHÜLLT (Podcast bei RTL+ Musik), Regie: Kim Frank[14]

## Auszeichnungen
- 1998: Einzeldarstellerpreis beim Schauspielschultreffen in München
- 1998: Bayerischer Filmpreis als Bester Nachwuchsschauspieler für 23
- 1999: Auszeichnung der Zeitschrift Theater heute als Nachwuchsschauspieler des Jahres für seine Rolle als Robin in der Theaterinszenierung Gesäubert von Peter Zadek
- 1999: Deutscher Filmpreis als Bester Hauptdarsteller für 23
- 2000: Nestroy-Nominierung als Bester Nachwuchs
- 2000: Deutscher Shooting Star des europäischen Films
- 2000: O.E. Hasse-Preis für 1998/1999
- 2001: Alfred-Kerr-Darstellerpreis des Berliner Theatertreffens für die Rolle des Kostja in Die Möwe
- 2001: Ulrich-Wildgruber-Preis
- 2004: Undine Award als Bester jugendlicher Hauptdarsteller in einem Kinospielfilm für seine Rolle als Günther in Was nützt die Liebe in Gedanken
- 2005: Preis der deutschen Filmkritik als Bester männlicher Hauptdarsteller 2004 für Was nützt die Liebe in Gedanken
- 2005: DIVA-Award als Bester Schauspieler des Jahres (Jurypreis) für Was nützt die Liebe in Gedanken
- 2005: Nominierung für den Deutschen Filmpreis als Bester Hauptdarsteller für Der neunte Tag
- 2011: Nominierung für den Deutschen Filmpreis als Bester Hauptdarsteller für Wer wenn nicht wir
- 2014: Emder Schauspielpreis im Rahmen des Internationalen Filmfests Emden-Norderney
- 2014: Nestroy-Theaterpreis in der Kategorie „Bester Schauspieler“ als Hamlet am Wiener Burgtheater
- 2019: International Actors Award beim Film Festival Cologne
- 2020: BZ Kulturpreis